# Scarus collana
Scarus collana е вид бодлоперка от семейство Scaridae. Видът не е застрашен от изчезване.

## Разпространение и местообитание
Разпространен е в Джибути, Египет, Еритрея, Йемен, Израел, Йордания, Саудитска Арабия и Судан.
Обитава крайбрежията и пясъчните и скалисти дъна на морета, заливи, лагуни и рифове. Среща се на дълбочина от 1 до 15 m.

## Описание
На дължина достигат до 33 cm.